# Chilomycterus
Chilomycterus – rodzaj morskich ryb najeżkowatych.

## Klasyfikacja
Gatunki zaliczane do tego rodzaju:

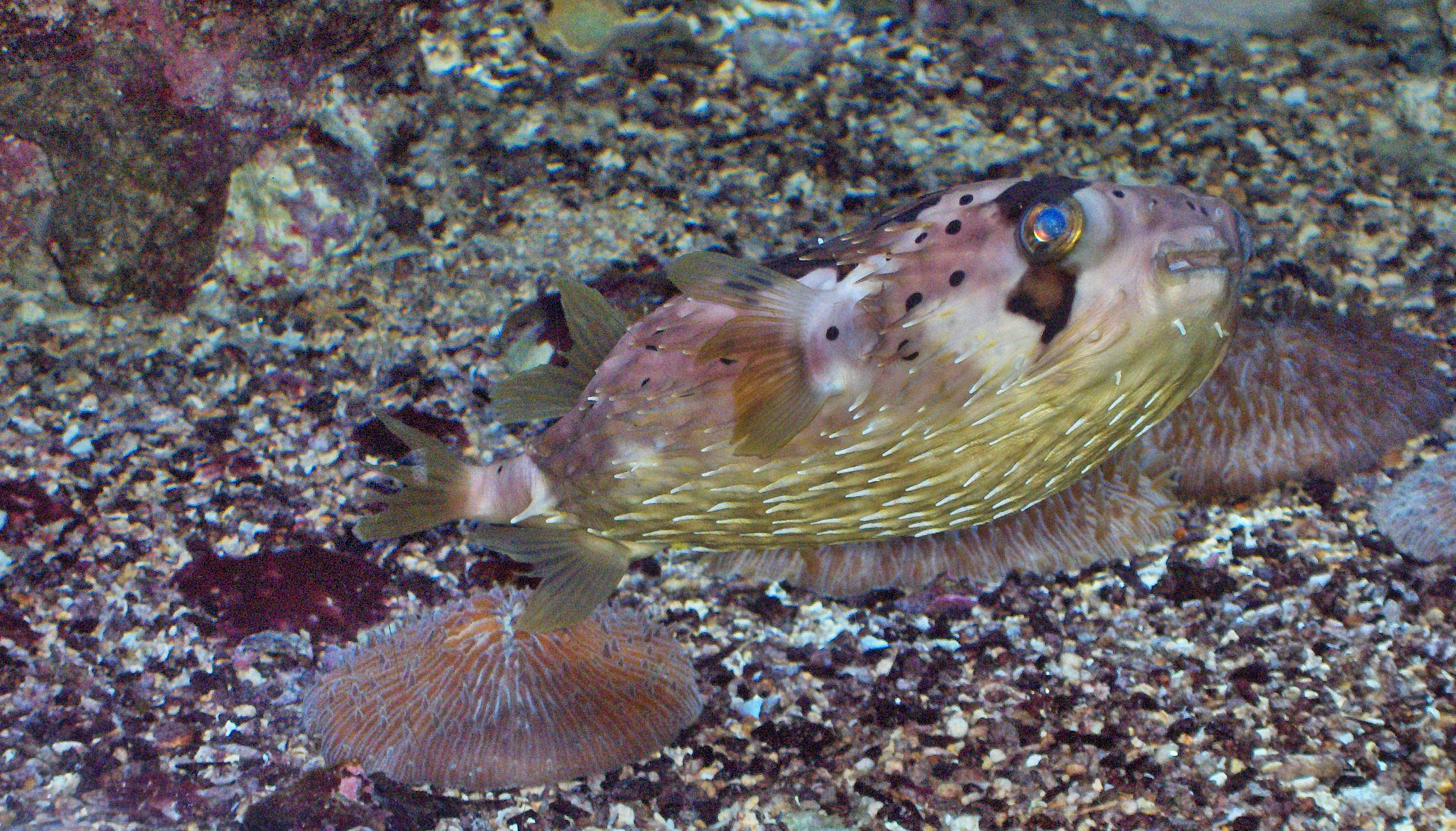
Chilomycterus antennatus
- Chilomycterus antillarum
- Chilomycterus reticulatus
- Chilomycterus schoepfii
- Chilomycterus spinosus

- Chilomycterus reticulatus